# Madagaskar (film)
Madagaskar (v anglickém originále Madagascar) je počítačem animovaný film z roku 2005. Filmu se režisérsky ujal Eric Darnell a Tom McGrath a producentem byla Mireille Soria. Film byl vytvořen ve studiu DreamWorks Animation.
Hlasy postaviček v originále namluvili herci jako Ben Stiller, Chris Rock, Jada Pinkettová Smithová, David Schwimmer, Sacha Baron Cohen, Cedric the Entertainer, Andy Richter, a Bob Saget. Hudbu napsal Hans Zimmer.
Na film pak navazuje film Madagaskar 2: Útěk do Afriky (2008) a Madagaskar 3 (2012).

## Děj
Čtveřice kamarádů – zebra Marty (Chris Rock), lev Alex (Ben Stiller), žirafa Melman (David Schwimmer) a hrošice Glorie (Jada Pinkettová Smithová), žijí v zoologické zahradě v New Yorku. Marty ale čeká od života víc, a proto, když má své 10. narozeniny, si přeje žít v divočině. Jeho nadšení ale jeho kamarádi nesdílí, a proto se mu Alex snaží promluvit do duše, že lepší je zůstat v ZOO. Marty se ale i tak rozhodne jinak. Když už celá zoologická zahrada spí, Marty uteče na hlavní vlakové nádraží New Yorku. Glorie, Melman a Alex, kteří mezitím zjistí, že Marty je pryč, o něj mají strach, a proto se vydávají za ním. Na vlakovém nádraží je však zadrží policie a všechna zvířata uspí. Všichni se probudí v bednách na lodi, která pluje do Keni, kde by měli žít v přírodní rezervaci. Pasažéry jsou však i dva šimpanzi: Mason a jeho tichý přítel Phil, a čtyři tučňáci Kowalski, Rico a Vojín s jejich šéfem Skipperem, kteří se chtějí dostat do Antarktidy, a proto přemohou celou posádku a obracejí loď směrem na Jih. Všichni čtyři kamarádi se ale začnou hádat a způsobí, že krabice se uvolní a oni spadnou do moře. Ráno se sám Alex ocitne na pláži neznámého ostrova a vydává se hledat ostatní kamarády. Nakonec se všichni najdou a v domnění, že jsou v San Diegu, se rozhodnou najít lidi. Při tom ale najdou bandu lemurů s jejich králem Jelimánem. Král jim ale s jeho poskokem Mauricem prozradí, že se nacházejí v divočině a jediné, co se tu nachází, je vrak letadla. Alex začne panikařit, ale jediné, co jim zbývá, je čekat. Marty je naopak nadšený a užívá si, jak může. Fosy, kteří věčně napadají lemury, se Alexe bojí, a proto je král Jelimán přijme jako své přátele, aby je chránili. Mezitím se dozví, že jsou na ostrově Madagaskar a že je to vyloženě ráj. Jenže za pár dní se Alex kvůli nedostatku jídla a změny prostředí přestane ovládat a napadne svého kamaráda Martyho. Alexe to ale mrzí, a proto se sám vydává na druhý konec ostrova, aby již nikomu nemohl ublížit. Ale řešení společně s tučňáky najdou jeho kamarádi.

## Obsazení
| Postava       | Originální dabing        | Český dabing         |
| ------------- | ------------------------ | -------------------- |
| Alex          | Ben Stiller              | Filip Blažek         |
| Marty         | Chris Rock               | Filip Švarc          |
| Melman        | David Schwimmer          | Václav Vydra         |
| Gloria        | Jada Pinkettová Smithová | Miroslava Pleštilová |
| král Jelimán  | Sacha Baron Cohen        | Pavel Šrom           |
| Maurice       | Cedric the Entertainer   | Zbyšek Pantůček      |
| Mort          | Andy Richter             | Jan Maxián           |
| Skipper       | Tom McGrath              | Milan Slepička       |
| Kowalski      | Chris Miller             | Libor Terš           |
| Mason         | Conrad Vernon            | Tomáš Racek          |
| Vojín         | Christopher Knights      | Pavel Tesař          |
| stará dáma    | Elisa Gabrielli          | Alena Procházková    |
| rozhlas v ZOO | Bob Saget                | Jiří Prager          |

Další hlasy: Libor Hruška, Marek Páleníček, Svatopluk Schuller, Tomáš Juřička, Jana Páleníčková & Tomáš Lipský